# Doridoidea
Doridoidea zijn een superfamilie die behoort tot de clade van de zeenaaktslakken.

## Taxonomie
De volgende taxa zijn bij de superfamilie ingedeeld:
- Familie Actinocyclidae O'Donoghue, 1929
- Familie Cadlinidae Bergh, 1891
  - = Aldisidae Odhner, 1939
  - = Echinochilidae Odhner, 1968
  - = Inudinae Er. Marcus & Ev. Marcus, 1967
- Familie Chromodorididae Bergh, 1891
  - = Cadlinellinae Odhner, 1934
  - = Ceratosomatidae Gray, 1857
  - = Doriprismaticinae H. Adams & A. Adams, 1858
  - = Glossodorididae O'Donoghue, 1924
  - = Thorunninae Odhner, 1926
  - = Lissodoridinae Odhner, 1968
- Familie Discodorididae Bergh, 1891
- Familie Dorididae Rafinesque, 1815
- Niet bij een familie ingedeeld:
  - Onderfamilie Miamirinae Bergh, 1891